# Route nationale 16 (France)
Pour les articles homonymes, voir N16 et Route nationale 16.
La route nationale 16, ou RN 16, est une ancienne route nationale française reliant jusqu'en 2006 Pierrefitte-sur-Seine à Clermont-en-Beauvaisis.

## Historique
Avant la réforme de 1972, la route nationale 16 reliait Pierrefitte-sur-Seine à Dunkerque en passant par Amiens.
La section Clermont (Oise) - Breteuil-sur-Noye a été déclassée en RD 916, Breteuil-sur-Noye - Amiens reprise par la RN 1 (devenue RD 1001), Amiens - Doullens par la RN 25 et, enfin, Doullens - Dunkerque déclassée elle aussi en RD 916. Une courte section à la sortie de Saint-Pol-sur-Ternoise a été renumérotée en RN 41 avant d'être déclassée en RD 941.
Du fait de la création de nouveaux tracés, d'autres sections ont été renumérotées en RD 916 comme la traversée de l'agglomération creilloise ou en RD 916A comme entre Creil et Clermont.
Le décret du 5 décembre 2005 ne maintient aucun tronçon de la route nationale 16, ce qui entraîne le déclassement du tronçon subsistant entre Pierrefitte-sur-Seine et Clermont. La route est désormais numérotée D 316 dans le Val-d'Oise et D 1016 dans l'Oise.

## Tracé

### De Sarcelles à Clermont (Oise) (D 316 et D 1016)
- Sarcelles D316 (km 0)
- Villiers-le-Bel (km 4)
- Écouen (km 6)
- Le Mesnil-Aubry (km 10)
- Épinay-Champlâtreux (km 13)
- Luzarches (km 17)
- Chaumontel (km 18)
- Lamorlaye D 1016 (km 22)
- Chantilly (km 27)
- Creil (km 35)
- Nogent-sur-Oise (km 38)
- Laigneville (km 42)
- Cauffry (km 43)
- Rantigny (km 44)
- Breuil-le-Vert (km 49)
- Clermont-en-Beauvaisis (km 52)

### De Clermont à Amiens (D 916 & N 1)
- Clermont-en-Beauvaisis D 916 (km 52)
- Fitz-James (km 53)
- Argenlieu, commune d'Avrechy (km 60)
- Saint-Just-en-Chaussée (km 67)
- Wavignies (km 74)
- La Folie de Beauvoir D 916 (km 81)
- Breteuil-sur-Noye N 1 (km 85)
- Esquennoy (km 88)
- La Folie de Bonneuil (km 91)
- Flers-sur-Noye (km 98)
- Essertaux (km 99)
- Saint-Sauflieu (km 104)
- Hébécourt (km 107)
- Dury (km 111)
- Amiens N 1 (km 117)

### D'Amiens à Saint-Pol-sur-Ternoise (N 25 & D 916)
- Amiens N 25  (km 117)
- Poulainville (km 123)
- Villers-Bocage (km 129)
- Talmas (km 133)
- La Vicogne (km 136)
- Beauval N 25 (km 142)
- Doullens D 916 (km 147)
- Bouquemaison (km 154)
- Frévent (km 163)
- Nuncq (km 166)
- Herlin-le-Sec (km 172)
- Saint-Pol-sur-Ternoise D 916 (km 175)

### De Saint-Pol-sur-Ternoise à Hazebrouck (N 41 & D 916)
- Saint-Pol-sur-Ternoise N 41 (km 175)
- Brias D 916 (km 180)
- Valhuon (km 182)
- Pernes (km 189)
- Floringhem (km 190)
- La Guillotine, commune de Cauchy-à-la-Tour (km 192)
- Burbure (km 196)
- Lillers (km 202)
- Busnes (km 205)
- Saint-Venant (km 272)
- Haverskerque (km 213)
- Morbecque (km 219)
- Hazebrouck D 916 (km 221)

### D'Hazebrouck à Dunkerque (D 916)
- Hazebrouck D 916 (km 221)
- La Bréarde, commune d'Hondeghem (km 225)
- L'Hazewinde, commune de Saint-Sylvestre-Cappel (km 231)
- Cassel (km 237)
- Le Peckel, commune d'Hardifort (km 239)
- Wormhout (km 246)
- Byssaert, commune de Quaëdypre (km 252)
- Faubourg de Cassel, commune de Quaëdypre pour la partie à l'est de la D 916 et commune de Socx pour la partie à l'ouest de la D 916 (km 255)
- Bergues (km 256)
- Cappelle-la-Grande (km 261)
- Coudekerque-Branche (km 263)
- Dunkerque D 916 (km 265)

## Voie express

### Voie express Chantilly-Clermont
- Giratoire avec la D 44 : Senlis, Aéroport de Paris-Charles-de-Gaulle, Autoroute A1, Saint-Leu-d'Esserent
- Début de voie express
- Giratoire : Saint-Maximin, Apremont
- : Zone commerciale du Bois des fenêtres (trois-quarts échangeur)
- : Zone commerciale du Bois des fenêtres (quart-échangeur, sens Clermont-Chantilly)
- Giratoire de la Pierre blanche avec la D 201 : Senlis, Montataire, Nogent-sur-Oise
- sur 7 km jusqu'à Monchy-Saint-Éloi (bretelles courtes, dues à une conception ancienne de la route).
- : Creil-sud (sens Creil-Clermont, km 35)
- Aire de service  : Station-service Avia (sens Clermont-Creil)
- : Creil-plateau (km 36)
- : Creil-centre, Verneuil-en-Halatte (km 37)
- l'Oise
- Aire de service  (station-service ELF, sens Creil-Clermont)
- : Nogent-sur-Oise-Carnot sens Clermont-Creil, bretelle de sortie seulement (km 38)
- : Nogent-sur-Oise-centre, Compiègne, Villers-Saint-Paul
- : Nogent-sur-Oise, Montataire, Saint-Leu-d'Esserent (km 39)
- : Monchy-Saint-Éloi (sens Creil-Clermont), Nogent-sur-Oise-Saulcy (sens Clermont-Creil)
- : Laigneville, Monchy-Saint-Éloi (km 40)
- la Brêche
- : Cauffry, Liancourt, Mouy (km 43)
- : Rantigny, Cambronne-lès-Clermont (km 45)
- Aire de service  (station-service Total, sens Creil-Clermont)
- : Bailleval, Neuilly-sous-Clermont (km 47)
- : Clermont , Breuil-le-Vert (km 49)
- Fin de voie express
- Échangeur entre la RN 31 et la RN 16 Clermont, Beauvais, Compiègne, Breuil-le-Sec (km 52)
- Tronçon commun avec la RN 31 puis sortie Fitz-James - Amiens.

La voie express entre le giratoire de la Pierre blanche et l'échangeur entre la RN31 et la RN16, constitue le nouveau tracé (hormis à hauteur de Neuilly-sous-Clermont où le tracé existait déjà comme voie express).
Le nouveau tracé a été ouvert entre Creil et Cauffry le 17 décembre 1966, entre Cauffry et Breuil-le-Vert (km 49), dans les années 1970 et la déviation de Clermont en 1992.

## Sites remarquables
- Écouen
- Chantilly
- Nogent-sur-Oise
- Clermont-en-Beauvaisis
- Breteuil-sur-Noye
- Amiens
- Doullens
- Saint-Pol-sur-Ternoise